# Frederik Ludvig Storch
Frederik Ludvig Storch (ved dåben: Fredrich) (født 21. juli 1805 i Kerte, død 2. september 1883 i København) var en dansk maler. Han var far til Oscar Storch.

## Tidlige år og uddannelse
Storch var født på Fyn i landsbyen Kerte, hvor hans far, Hannibal Samuel Storch (1775-1817) var sognepræst; hans mor var Eleonore Christine født Kamp (1772-1849). Efter i 1823 at være blevet dimitteret til universitetet begyndte han efter sin fars ønske at studere teologi, men drev ved siden deraf kunstneriske studier; allerede i sit rusår blev han, der fra sin tidlige barndom havde haft sin største glæde af at tegne, især frie kompositioner over romantiske og historiske emner, elev på Kunstakademiet, og i 1826 rykkede han op i dettes modelskole. I 1828 debuterede han på Charlottenborgudstillingen med billedet Oscars Død, hvortil, som til adskillige af hans senere arbejder, motivet var taget fra de "Ossianske" Poesier; det vakte en del opmærksomhed og nød den ære at blive købt til Statens Malerisamling; nu hænger det på Kronborg. Teologisk embedseksamen tog han i 1830, men gjorde aldrig brug af den.

## Karrierestart
I de nærmest følgende år dyrkede han sammen med talentfulde kammerater som Wilhelm Bendz og Albert Küchler kunsten med en flid og inderlig hengivelse, der ganske vist mere gav sig udtryk i lyriske stemninger end vidnede om indtrængende naturstudium, men som dog skaffede den unge maler formående velyndere og hans frembringelser købere; i 1831 solgte han således en altertavle, Christus i Gethsemane, til kirken i Åsum på Fyn. Året i forvejen (31. marts 1830) havde han ægtet sin kusine Gertrudmine Claudine Kamp (1811-1881), datter af godsforvalter Christian August Kamp, og med hende rejste han i 1832 til München, hvor han satte bo og opholdt sig det meste af en snes år, nær knyttet til de tyske malere, som arbejdede i den navnkundige bajerske kunstby, men deltog også i en lille dansk kunstnerkoloni i forstaden Schwabing, bestående af ham selv, C.A. Schleisner, Christian Holm og Niels Simonsen. I det hele lærte Storch hurtig at føle sig som led af den kreds, hvori han færdedes og virkede, og hans interesse for, hvad der trivedes i hjemmet, synes i hans udlændighedsperiode kun at have været ringe. Han udviklede sig mere og mere til udpræget Münchener-kunstner, og mens han var en stadig gæst på de tyske udstillinger, sendte han i 12 år kun 2 malerier hjem til Charlottenborg; det ene var i 1843 Amor lærer Psyche at styre Roret; en Genius stemmer Lyren, der var malet til Wilhelm 1. af Württemberg; det andet, 1844, Venus efter Badet påklædes af Gratierne, købt af kong Christian 8..

## Tilbage i Danmark
Efter at dette billede havde været at se i København, gik der igen en række af år, inden Storch lod høre fra sig i hjemmet, i det han 1852 udstillede en gruppe Italienerinder; men fra den tid indtil et par år før sin død hørte han til Charlottenborgudstillingens faste stok, efter at han, der på kong Christian 8.’s bekostning 1845-46 havde foretaget en rejse til Italien, 1852 havde taget ophold i fædrelandet. Der blev han agreèret af Kunstakademiet (1852), men sit medlemsbillede, der skulle have været udført over emnet "Numa og Egeria", fik han først færdigt 1859 og indleverede det aldrig. Grunden dertil var efter al sandsynlighed den, at han straks efter sin hjemkomst fik en så stor mængde bestillinger på portrætter, at de i de første 7-8 år optog næsten al hans tid. Fra 1855 var det igen væsentlig emner, hentede fra den hellige skrift, historien og digtekunsten, han behandlede; nævnes kunne således altertavlerne Kvinderne i Christi Grav (Smerup Kirke) og Hyrdernes Tilbedelse (Spjellerup Kirke) samt flere arbejder over motiver fra Sakuntala, Nordens sagnhistorie – Heimer og Aslaug – og nyere poesi; hans Grev Otto af Oldenborg og Bjærgjomfruen blev 1863 købt af kong Frederik 7. og skænkedes af Grevinde Danner til Den Kongelige Malerisamling; i 1865 vakte hans Judith ikke ringe bifald.

## Død og eftermæle
Storch var en nobel og ualmindelig elskværdig karakter, og hans fine dannelse og inderlige følelse give de bedste af hans kompositioner og portrætter noget vist tiltalende. Ved siden deraf lider de dog af mangler, imod hvilke de gode egenskaber ikke ret kunne veje op; hans tegning er ingenlunde ulastelig, farven konventionel og foredraget uden kraft og personlighed. Af de tre billeder, Den Kongelige Malerisamling i årenes løb erhvervede af ham, er intet ophængt.
Han er begravet på Holmens Kirkegård. Der findes et selvportræt 1857 (privateje) samt et portræt på et jagtbillede 1853 (på Ravnholt). Tegning (familieeje) og træsnit 1883 efter fotografi.

## Galleri
- F.L. Storch - Oscars død - KMS133 - Statens Museum for Kunst
- Frederik Storch - Italienske appelsinplukkere, der danser og spiller musik ved bugten ved Napoli - 1847
- Frederik Storch - Portræt af Ida Michelsen - 1853
- Frederik Storch - Italiensk landskab ved Salerner-bugten - 1865
- Frederik Storch - Mor og barn ved et bord med legetøj
- Frederik Storch, Getsemane